# Circuitul WTA 2021
WTA Tour 2021 este o serie de turnee de tenis pentru femei, organizate de Asociația de Tenis pentru Femei (WTA) pentru sezonul 2021 de tenis. Calendarul turneului WTA 2021 cuprinde turneele de Grand Slam (supravegheate de Federația Internațională de Tenis), turneele WTA 1000, turneele WTA 500, turneele WTA 250, Cupa Billie Jean King (organizată de ITF) și campionatele de final de an (finala WTA și WTA Elite Trophy). De asemenea, sunt incluse în calendarul 2021 Jocurile Olimpice de vară, care au fost reprogramate din 2020.

## Lista cronologică a turneelor
Acesta este programul complet al evenimentelor din calendarul 2021.

Legendă
| Turnee de Grand Slam     |
| Olimpiada de vară        |
| Turneul Campioanelor     |
| WTA 1000 (Mandatory)     |
| WTA 1000 (non-Mandatory) |
| WTA 500                  |
| WTA 250                  |
| Evenimente de echipă     |

### Ianuarie
| Săptămâna  | Turneu                                                                                 | Campioni                                 | Finaliști                   | Semifinaliști               | Sferturi de finală                                             |
| ---------- | -------------------------------------------------------------------------------------- | ---------------------------------------- | --------------------------- | --------------------------- | -------------------------------------------------------------- |
| 4 ianuarie | Abu Dhabi Open Abu Dhabi, Emiratele Arabe Unite WTA 500 565.530 $ – Dură – 64S/32Q/28D | Arina Sabalenka 6–2, 6–2                 | Veronika Kudermetova        | Maria Sakkari Marta Kostyuk | Sofia Kenin Elena Rîbakina Sara Sorribes Tormo Elina Svitolina |
| 4 ianuarie | Abu Dhabi Open Abu Dhabi, Emiratele Arabe Unite WTA 500 565.530 $ – Dură – 64S/32Q/28D | Shuko Aoyama Ena Shibahara 7–6(7–5), 6–4 | Hayley Carter Luisa Stefani | Maria Sakkari Marta Kostyuk | Sofia Kenin Elena Rîbakina Sara Sorribes Tormo Elina Svitolina |

### Februarie
| Săptămâna                | Turneu | Campioni                                                                             | Finaliști                                                                            | Semifinaliști                       | Sferturi de finală                                                   |
| ------------------------ | --- | ------------------------------------------------------------------------------------ | ------------------------------------------------------------------------------------ | ----------------------------------- | -------------------------------------------------------------------- |
| 1 februarie              | Yarra Valley Classic Melbourne, Australia WTA 500 447.620 $ – Dură – 54S/28D                                       | Ashleigh Barty 7–6(7–3), 6–4                                                         | Garbiñe Muguruza                                                                     | Serena Williams Markéta Vondroušová | Shelby Rogers Danielle Collins Nadia Podoroska Sofia Kenin           |
| 1 februarie              | Yarra Valley Classic Melbourne, Australia WTA 500 447.620 $ – Dură – 54S/28D                                       | Shuko Aoyama Ena Shibahara 6–3, 6–4                                                  | Anna Kalinskaya Viktória Kužmová                                                     | Serena Williams Markéta Vondroušová | Shelby Rogers Danielle Collins Nadia Podoroska Sofia Kenin           |
| 1 februarie              | Gippsland Trophy Melbourne, Australia WTA 500 447.620 $ – Dură – 54S/28D                                           | Elise Mertens 6–4, 6–1                                                               | Kaia Kanepi                                                                          | Ekaterina Alexandrova Naomi Osaka   | Simona Halep Karolína Muchová Elina Svitolina Irina-Camelia Begu     |
| 1 februarie              | Gippsland Trophy Melbourne, Australia WTA 500 447.620 $ – Dură – 54S/28D                                           | Barbora Krejčíková Kateřina Siniaková 6–3, 7–6(7–4)                                  | Chan Hao-ching Latisha Chan                                                          | Ekaterina Alexandrova Naomi Osaka   | Simona Halep Karolína Muchová Elina Svitolina Irina-Camelia Begu     |
| 1 februarie              | Grampians Trophy Melbourne, Australia WTA 500 235.820 $ – Dură – 28S                                               | Anett Kontaveit vs Ann Li Finala a fost abandonată din cauza întârzierii programului | Anett Kontaveit vs Ann Li Finala a fost abandonată din cauza întârzierii programului | Maria Sakkari Jennifer Brady        | Angelique Kerber Victoria Azarenka Barbora Krejčíková Sorana Cîrstea |
| 8 februarie 15 februarie | Australian Open Melbourne, Australia Grand Slam 33.098.500 A$ – Dură 128S/128Q/64D/32X Simplu – Dublu – Dublu mixt | Naomi Osaka 6–4, 6–3                                                                 | Jennifer Brady                                                                       | Karolína Muchová Serena Williams    | Ashleigh Barty Jessica Pegula Hsieh Su-wei Simona Halep              |
| 8 februarie 15 februarie | Australian Open Melbourne, Australia Grand Slam 33.098.500 A$ – Dură 128S/128Q/64D/32X Simplu – Dublu – Dublu mixt | Elise Mertens Arina Sabalenka 6–2, 6–3                                               | Barbora Krejčíková Kateřina Siniaková                                                | Karolína Muchová Serena Williams    | Ashleigh Barty Jessica Pegula Hsieh Su-wei Simona Halep              |
| 8 februarie 15 februarie | Australian Open Melbourne, Australia Grand Slam 33.098.500 A$ – Dură 128S/128Q/64D/32X Simplu – Dublu – Dublu mixt | Barbora Krejčíková Rajeev Ram 6–1, 6–4                                               | Samantha Stosur Matthew Ebden                                                        | Karolína Muchová Serena Williams    | Ashleigh Barty Jessica Pegula Hsieh Su-wei Simona Halep              |
| 15 februarie             | Phillip Island Trophy Melbourne, Australia WTA 250 235.238 $ – Dură – 56S/16Q/28D                                  | Daria Kasatkina 4–6, 6–2, 6–2                                                        | Marie Bouzková                                                                       | Danielle Collins Bianca Andreescu   | Rebecca Peterson Petra Martić Jil Teichmann Irina-Camelia Begu       |
| 15 februarie             | Phillip Island Trophy Melbourne, Australia WTA 250 235.238 $ – Dură – 56S/16Q/28D                                  | Ankita Raina Kamilla Rakhimova 2–6, 6–4, [10–7]                                      | Anna Blinkova Anastasia Potapova                                                     | Danielle Collins Bianca Andreescu   | Rebecca Peterson Petra Martić Jil Teichmann Irina-Camelia Begu       |
| 22 februarie             | Adelaide International Adelaide, Australia WTA 500 535.530 $ – Dură – 28S/24Q/16D                                  | Iga Świątek 6–2, 6–2                                                                 | Belinda Bencic                                                                       | Jil Teichmann Coco Gauff            | Danielle Collins Anastasija Sevastova Shelby Rogers Storm Sanders    |
| 22 februarie             | Adelaide International Adelaide, Australia WTA 500 535.530 $ – Dură – 28S/24Q/16D                                  | Alexa Guarachi Desirae Krawczyk 6–7(4–7), 6–4, [10–3]                                | Hayley Carter Luisa Stefani                                                          | Jil Teichmann Coco Gauff            | Danielle Collins Anastasija Sevastova Shelby Rogers Storm Sanders    |

### Martie
| Săptămâna           | Turneu | Campioni                                      | Finaliști                            | Semifinaliști                         | Sferturi de finală                                                               |
| ------------------- | --- | --------------------------------------------- | ------------------------------------ | ------------------------------------- | -------------------------------------------------------------------------------- |
| 1 martie            | Qatar Open Doha, Qatar WTA 500 565.530 $ – Dură – 28S/32Q/16D                                                     | Petra Kvitová 6–2, 6–1                        | Garbiñe Muguruza                     | Victoria Azarenka Jessica Pegula      | Elina Svitolina Maria Sakkari Anett Kontaveit Karolína Plíšková                  |
| 1 martie            | Qatar Open Doha, Qatar WTA 500 565.530 $ – Dură – 28S/32Q/16D                                                     | Nicole Melichar Demi Schuurs 6–2, 2–6, [10–8] | Monica Niculescu Jeļena Ostapenko    | Victoria Azarenka Jessica Pegula      | Elina Svitolina Maria Sakkari Anett Kontaveit Karolína Plíšková                  |
| 1 martie            | Lyon Open Lyon, Franța WTA 250 235.238 $ – Dură – 32S/24Q/16D                                                     | Clara Tauson 6–4, 6–1                         | Viktorija Golubic                    | Paula Badosa Fiona Ferro              | Camila Giorgi Kristina Mladenovic Greet Minnen Clara Burel                       |
| 1 martie            | Lyon Open Lyon, Franța WTA 250 235.238 $ – Dură – 32S/24Q/16D                                                     | Viktória Kužmová Arantxa Rus 3–6, 7–5, [10–7] | Eugenie Bouchard Olga Danilović      | Paula Badosa Fiona Ferro              | Camila Giorgi Kristina Mladenovic Greet Minnen Clara Burel                       |
| 8 martie            | Dubai Tennis Championships Dubai, Emiratele Arabe Unite WTA 1000 (non-Mandatory) 1.835.490 $ – Dură – 56S/32Q/28D | Garbiñe Muguruza 7–6(8–6), 6–3                | Barbora Krejčíková                   | Jil Teichmann Elise Mertens           | Anastasia Potapova Coco Gauff Arina Sabalenka Jessica Pegula                     |
| 8 martie            | Dubai Tennis Championships Dubai, Emiratele Arabe Unite WTA 1000 (non-Mandatory) 1.835.490 $ – Dură – 56S/32Q/28D | Alexa Guarachi Darija Jurak 6–0, 6–3          | Xu Yifan Yang Zhaoxuan               | Jil Teichmann Elise Mertens           | Anastasia Potapova Coco Gauff Arina Sabalenka Jessica Pegula                     |
| 8 martie            | Abierto Zapopan Guadalajara, Mexic WTA 250 235.238 $ – Dură – 32S/24Q/16D                                         | Sara Sorribes Tormo 6–2, 7–5                  | Eugenie Bouchard                     | Elisabetta Cocciaretto Marie Bouzková | Lauren Davis Caty McNally Astra Sharma Anna Karolína Schmiedlová                 |
| 8 martie            | Abierto Zapopan Guadalajara, Mexic WTA 250 235.238 $ – Dură – 32S/24Q/16D                                         | Ellen Perez Astra Sharma 6–4, 6–4             | Desirae Krawczyk Giuliana Olmos      | Elisabetta Cocciaretto Marie Bouzková | Lauren Davis Caty McNally Astra Sharma Anna Karolína Schmiedlová                 |
| 15 martie           | St. Petersburg Trophy St. Petersburg, Rusia WTA 500 565.530 $ – Dură – 28S/24Q/16D                                | Daria Kasatkina 6–3, 2–1, ret.                | Margarita Gasparyan                  | Vera Zvonareva Svetlana Kuznetsova    | Ekaterina Alexandrova Anastasia Gasanova Jaqueline Cristian Veronika Kudermetova |
| 15 martie           | St. Petersburg Trophy St. Petersburg, Rusia WTA 500 565.530 $ – Dură – 28S/24Q/16D                                | Nadiia Kichenok Raluca Olaru 2–6, 6–3, [10–8] | Kaitlyn Christian Sabrina Santamaria | Vera Zvonareva Svetlana Kuznetsova    | Ekaterina Alexandrova Anastasia Gasanova Jaqueline Cristian Veronika Kudermetova |
| 15 martie           | Monterrey Open Monterrey, Mexic WTA 250 235.238 $ – Dură – 32S/24Q/16D                                            | Leylah Fernandez 6–1, 6–4                     | Viktorija Golubic                    | Sara Sorribes Tormo Ann Li            | Viktória Kužmová Anna Karolína Schmiedlová Zheng Saisai Anna Kalinskaya          |
| 15 martie           | Monterrey Open Monterrey, Mexic WTA 250 235.238 $ – Dură – 32S/24Q/16D                                            | Caroline Dolehide Asia Muhammad 6–2, 6–3      | Heather Watson Zheng Saisai          | Sara Sorribes Tormo Ann Li            | Viktória Kužmová Anna Karolína Schmiedlová Zheng Saisai Anna Kalinskaya          |
| 22 martie 29 martie | Miami Open Miami Gardens, Statele Unite WTA 1000 (Mandatory) 3.260.190 $ – Dură – 96S/48Q/32D                     | Ashleigh Barty 6–3, 4–0, ret.                 | Bianca Andreescu                     | Elina Svitolina Maria Sakkari         | Arina Sabalenka Anastasija Sevastova Sara Sorribes Tormo Naomi Osaka             |
| 22 martie 29 martie | Miami Open Miami Gardens, Statele Unite WTA 1000 (Mandatory) 3.260.190 $ – Dură – 96S/48Q/32D                     | Shuko Aoyama Ena Shibahara 6–2, 7–5           | Hayley Carter Luisa Stefani          | Elina Svitolina Maria Sakkari         | Arina Sabalenka Anastasija Sevastova Sara Sorribes Tormo Naomi Osaka             |

### Aprilie
| Săptămâna        | Turneu                                                                                     | Campioni                                           | Finaliști                              | Semifinaliști                             | Sferturi de finală                                                    |
| ---------------- | ------------------------------------------------------------------------------------------ | -------------------------------------------------- | -------------------------------------- | ----------------------------------------- | --------------------------------------------------------------------- |
| 5 aprilie        | Charleston Open Charleston, Statele Unite WTA 500 565.530 $ – Zgură (verde) – 56S/32Q/16D  | Veronika Kudermetova 6–4, 6–2                      | Danka Kovinić                          | Paula Badosa Ons Jabeur                   | Ashleigh Barty Sloane Stephens Iulia Putintseva Coco Gauff            |
| 5 aprilie        | Charleston Open Charleston, Statele Unite WTA 500 565.530 $ – Zgură (verde) – 56S/32Q/16D  | Nicole Melichar Demi Schuurs 6–2, 6–4              | Marie Bouzková Lucie Hradecká          | Paula Badosa Ons Jabeur                   | Ashleigh Barty Sloane Stephens Iulia Putintseva Coco Gauff            |
| 5 aprilie        | Copa Colsanitas Bogotá, Colombia WTA 250 235.238 $ – Zgură (roșie) – 32S/24Q/16D           | María Camila Osorio Serrano 5–7, 6–3, 6–4          | Tamara Zidanšek                        | Harmony Tan Viktoriya Tomova              | Stefanie Vögele Lara Arruabarrena Nuria Párrizas Díaz Sara Errani     |
| 5 aprilie        | Copa Colsanitas Bogotá, Colombia WTA 250 235.238 $ – Zgură (roșie) – 32S/24Q/16D           | Elixane Lechemia Ingrid Neel 6–3, 6–4              | Mihaela Buzărnescu Anna-Lena Friedsam  | Harmony Tan Viktoriya Tomova              | Stefanie Vögele Lara Arruabarrena Nuria Párrizas Díaz Sara Errani     |
| 12 aprilie       | MUSC Health Open Charleston, Statele Unite WTA 250 235.238 $ – Zgură (verde) – 32S/16Q/16D | Astra Sharma 2–6, 7–5, 6–1                         | Ons Jabeur                             | Danka Kovinić María Camila Osorio Serrano | Nao Hibino Shelby Rogers Linda Fruhvirtová Clara Tauson               |
| 12 aprilie       | MUSC Health Open Charleston, Statele Unite WTA 250 235.238 $ – Zgură (verde) – 32S/16Q/16D | Hailey Baptiste Caty McNally 6–7(4–7), 6–4, [10–6] | Ellen Perez Storm Sanders              | Danka Kovinić María Camila Osorio Serrano | Nao Hibino Shelby Rogers Linda Fruhvirtová Clara Tauson               |
| 19 aprilie       | Stuttgart Open Stuttgart, Germania WTA 500 565.530 $ – Zgură (roșie) – 28S/24Q/16D         | Ashleigh Barty 3–6, 6–0, 6–3                       | Arina Sabalenka                        | Elina Svitolina Simona Halep              | Karolína Plíšková Petra Kvitová Anett Kontaveit Ekaterina Alexandrova |
| 19 aprilie       | Stuttgart Open Stuttgart, Germania WTA 500 565.530 $ – Zgură (roșie) – 28S/24Q/16D         | Ashleigh Barty Jennifer Brady 6–4, 5–7, [10–5]     | Desirae Krawczyk Bethanie Mattek-Sands | Elina Svitolina Simona Halep              | Karolína Plíšková Petra Kvitová Anett Kontaveit Ekaterina Alexandrova |
| 19 aprilie       | İstanbul Cup Istanbul, Turcia WTA 250 235.238 $ – Zgură (roșie) – 32S/24Q/16D              | Sorana Cîrstea 6–1, 7–6(7–3)                       | Elise Mertens                          | Veronika Kudermetova Marta Kostyuk        | Kateřina Siniaková Ana Bogdan Ana Konjuh Fiona Ferro                  |
| 19 aprilie       | İstanbul Cup Istanbul, Turcia WTA 250 235.238 $ – Zgură (roșie) – 32S/24Q/16D              | Veronika Kudermetova Elise Mertens 6–1, 6–1        | Nao Hibino Makoto Ninomiya             | Veronika Kudermetova Marta Kostyuk        | Kateřina Siniaková Ana Bogdan Ana Konjuh Fiona Ferro                  |
| 26 aprilie 3 mai | Madrid Open Madrid, Spania WTA 1000 (Mandatory) 2.549.105 € – Zgură (roșie) – 64S/48Q/30D  | Arina Sabalenka 6–0, 3–6, 6–4                      | Ashleigh Barty                         | Paula Badosa Anastasia Pavlyuchenkova     | Petra Kvitová Belinda Bencic Elise Mertens Karolína Muchová           |
| 26 aprilie 3 mai | Madrid Open Madrid, Spania WTA 1000 (Mandatory) 2.549.105 € – Zgură (roșie) – 64S/48Q/30D  | Barbora Krejčíková Kateřina Siniaková 6–4, 6–3     | Gabriela Dabrowski Demi Schuurs        | Paula Badosa Anastasia Pavlyuchenkova     | Petra Kvitová Belinda Bencic Elise Mertens Karolína Muchová           |

### Mai
| Săptămâna      | Turneu                                                                                           | Campioni                                        | Finaliști                               | Semifinaliști                                | Sferturi de finală                                                    |
| -------------- | ------------------------------------------------------------------------------------------------ | ----------------------------------------------- | --------------------------------------- | -------------------------------------------- | --------------------------------------------------------------------- |
| 10 mai         | Italian Open Roma, Italia WTA 1000 (Non-mandatory) 1.577.613 € – Zgură (roșie) – 56S/32Q/28D     | Iga Świątek 6–0, 6–0                            | Karolína Plíšková                       | Coco Gauff Petra Martić                      | Ashleigh Barty Elina Svitolina Jeļena Ostapenko Jessica Pegula        |
| 10 mai         | Italian Open Roma, Italia WTA 1000 (Non-mandatory) 1.577.613 € – Zgură (roșie) – 56S/32Q/28D     | Sharon Fichman Giuliana Olmos 4–6, 7–5, [10–5]  | Kristina Mladenovic Markéta Vondroušová | Coco Gauff Petra Martić                      | Ashleigh Barty Elina Svitolina Jeļena Ostapenko Jessica Pegula        |
| 17 mai         | Serbia Ladies Open Belgrad, Serbia WTA 250 235.238 $ – Zgură (roșie) – 32S/24Q/16D               | Paula Badosa 6–2, 2–0, ret.                     | Ana Konjuh                              | Viktoriya Tomova María Camila Osorio Serrano | Réka Luca Jani Rebecca Peterson Aliaksandra Sasnovich Nadia Podoroska |
| 17 mai         | Serbia Ladies Open Belgrad, Serbia WTA 250 235.238 $ – Zgură (roșie) – 32S/24Q/16D               | Aleksandra Krunić Nina Stojanović 6–0, 6–2      | Greet Minnen Alison Van Uytvanck        | Viktoriya Tomova María Camila Osorio Serrano | Réka Luca Jani Rebecca Peterson Aliaksandra Sasnovich Nadia Podoroska |
| 17 mai         | Emilia-Romagna Open Parma, Italia WTA 250 235.238 $ – Zgură (roșie) – 32S/24Q/16D                | Coco Gauff 6–1, 6–3                             | Wang Qiang                              | Kateřina Siniaková Sloane Stephens           | Caroline Garcia Amanda Anisimova Sara Errani Petra Martić             |
| 17 mai         | Emilia-Romagna Open Parma, Italia WTA 250 235.238 $ – Zgură (roșie) – 32S/24Q/16D                | Coco Gauff Caty McNally 6–3, 6–2                | Darija Jurak Andreja Klepač             | Kateřina Siniaková Sloane Stephens           | Caroline Garcia Amanda Anisimova Sara Errani Petra Martić             |
| 24 mai         | Internationaux de Strasbourg Strasbourg, Franța WTA 250 235.238 $ – Zgură (roșie) – 32S/22Q/16D  | Barbora Krejčíková 6–3, 6–3                     | Sorana Cîrstea                          | Magda Linette Jule Niemeier                  | Bianca Andreescu Iulia Putintseva Ekaterina Alexandrova Arantxa Rus   |
| 24 mai         | Internationaux de Strasbourg Strasbourg, Franța WTA 250 235.238 $ – Zgură (roșie) – 32S/22Q/16D  | Alexa Guarachi Desirae Krawczyk 6–2, 6–3        | Makoto Ninomiya Yang Zhaoxuan           | Magda Linette Jule Niemeier                  | Bianca Andreescu Iulia Putintseva Ekaterina Alexandrova Arantxa Rus   |
| 31 mai 7 iunie | French Open Paris, Franța Grand Slam Zgură (roșie) 128S/128Q/64D/16X Simplu – Dublu – Dublu mixt | Barbora Krejčíková 6–1, 2–6, 6–4                | Anastasia Pavlyuchenkova                | Maria Sakkari Tamara Zidanšek                | Coco Gauff Iga Świątek Elena Rîbakina Paula Badosa                    |
| 31 mai 7 iunie | French Open Paris, Franța Grand Slam Zgură (roșie) 128S/128Q/64D/16X Simplu – Dublu – Dublu mixt | Barbora Krejčíková Kateřina Siniaková 6–4, 6–2  | Bethanie Mattek-Sands Iga Świątek       | Maria Sakkari Tamara Zidanšek                | Coco Gauff Iga Świątek Elena Rîbakina Paula Badosa                    |
| 31 mai 7 iunie | French Open Paris, Franța Grand Slam Zgură (roșie) 128S/128Q/64D/16X Simplu – Dublu – Dublu mixt | Desirae Krawczyk Joe Salisbury 2–6, 6–4, [10–5] | Elena Vesnina Aslan Karatsev            | Maria Sakkari Tamara Zidanšek                | Coco Gauff Iga Świątek Elena Rîbakina Paula Badosa                    |

### Iunie
| Săptămâna        | Turneu                                                                                            | Campioni                                                | Finaliști                          | Semifinaliști                     | Sferturi de finală                                                      |
| ---------------- | ------------------------------------------------------------------------------------------------- | ------------------------------------------------------- | ---------------------------------- | --------------------------------- | ----------------------------------------------------------------------- |
| 7 iunie          | Nottingham Open Nottingham, Marea Britanie WTA 250 235.238 $ – Iarbă – 48S/16Q/16D                | Johanna Konta 6–2, 6–1                                  | Zhang Shuai                        | Nina Stojanović Lauren Davis      | Alison Van Uytvanck Tereza Martincová Kristina Mladenovic Katie Boulter |
| 7 iunie          | Nottingham Open Nottingham, Marea Britanie WTA 250 235.238 $ – Iarbă – 48S/16Q/16D                | Lyudmyla Kichenok Makoto Ninomiya 6–4, 6–7(3–7), [10–8] | Caroline Dolehide Storm Sanders    | Nina Stojanović Lauren Davis      | Alison Van Uytvanck Tereza Martincová Kristina Mladenovic Katie Boulter |
| 14 iunie         | German Open Berlin, Germania WTA 500 565.530 $ – Iarbă – 28S/24Q/16D                              | Liudmila Samsonova 1–6, 6–1, 6–3                        | Belinda Bencic                     | Victoria Azarenka Alizé Cornet    | Madison Keys Jessica Pegula Garbiñe Muguruza Ekaterina Alexandrova      |
| 14 iunie         | German Open Berlin, Germania WTA 500 565.530 $ – Iarbă – 28S/24Q/16D                              | Victoria Azarenka Arina Sabalenka 4–6, 7–5, [10–4]      | Nicole Melichar Demi Schuurs       | Victoria Azarenka Alizé Cornet    | Madison Keys Jessica Pegula Garbiñe Muguruza Ekaterina Alexandrova      |
| 14 iunie         | Birmingham Classic Birmingham, Marea Britanie WTA 250 235.238 $ – Iarbă – 32S/24Q/16D             | Ons Jabeur 7–5, 6–4                                     | Daria Kasatkina                    | CoCo Vandeweghe Heather Watson    | Marie Bouzková Tereza Martincová Donna Vekić Anastasia Potapova         |
| 14 iunie         | Birmingham Classic Birmingham, Marea Britanie WTA 250 235.238 $ – Iarbă – 32S/24Q/16D             | Marie Bouzková Lucie Hradecká 6–4, 2–6, [10–8]          | Ons Jabeur Ellen Perez             | CoCo Vandeweghe Heather Watson    | Marie Bouzková Tereza Martincová Donna Vekić Anastasia Potapova         |
| 21 iunie         | Eastbourne International Eastbourne, Marea Britanie WTA 500 565.530 $ – Iarbă – 32S/24Q/16D       | Jeļena Ostapenko 6–3, 6–3                               | Anett Kontaveit                    | Camila Giorgi Elena Rîbakina      | Aryna Sabalenka Viktorija Golubic Daria Kasatkina Anastasija Sevastova  |
| 21 iunie         | Eastbourne International Eastbourne, Marea Britanie WTA 500 565.530 $ – Iarbă – 32S/24Q/16D       | Shuko Aoyama Ena Shibahara 6–1, 6–4                     | Nicole Melichar Demi Schuurs       | Camila Giorgi Elena Rîbakina      | Aryna Sabalenka Viktorija Golubic Daria Kasatkina Anastasija Sevastova  |
| 21 iunie         | Bad Homburg Open Bad Homburg, Germania WTA 250 235.238 $ – Iarbă – 32S/8Q/16D                     | Angelique Kerber 6–3, 6–2                               | Kateřina Siniaková                 | Petra Kvitová Sara Sorribes Tormo | Nadia Podoroska Amanda Anisimova Laura Siegemund Victoria Azarenka      |
| 21 iunie         | Bad Homburg Open Bad Homburg, Germania WTA 250 235.238 $ – Iarbă – 32S/8Q/16D                     | Darija Jurak Andreja Klepač 6–3, 6–1                    | Nadiia Kichenok Raluca Olaru       | Petra Kvitová Sara Sorribes Tormo | Nadia Podoroska Amanda Anisimova Laura Siegemund Victoria Azarenka      |
| 28 iunie 5 iulie | Wimbledon Londra, Marea Britanie Grand Slam Iarbă – 128S/128Q/64D/48X Simplu – Dublu – Dublu mixt | Ashleigh Barty 6–3, 6–7(4–7), 6–3                       | Karolína Plíšková                  | Angelique Kerber Arina Sabalenka  | Ajla Tomljanović Karolína Muchová Viktorija Golubic Ons Jabeur          |
| 28 iunie 5 iulie | Wimbledon Londra, Marea Britanie Grand Slam Iarbă – 128S/128Q/64D/48X Simplu – Dublu – Dublu mixt | Hsieh Su-wei Elise Mertens 3–6, 7–5, 9–7                | Veronika Kudermetova Elena Vesnina | Angelique Kerber Arina Sabalenka  | Ajla Tomljanović Karolína Muchová Viktorija Golubic Ons Jabeur          |
| 28 iunie 5 iulie | Wimbledon Londra, Marea Britanie Grand Slam Iarbă – 128S/128Q/64D/48X Simplu – Dublu – Dublu mixt | Desirae Krawczyk Neal Skupski 6–2, 7–6(7–1)             | Harriet Dart Joe Salisbury         | Angelique Kerber Arina Sabalenka  | Ajla Tomljanović Karolína Muchová Viktorija Golubic Ons Jabeur          |

### Iulie
| Săptămâna | Turneu | Campioni                                                      | Finaliști                                 | Semifinaliști                                | Semifinaliști                      | Sferturi de finală                                                   |
| --------- | --- | ------------------------------------------------------------- | ----------------------------------------- | -------------------------------------------- | ---------------------------------- | -------------------------------------------------------------------- |
| 5 iulie   | Hamburg European Open Hamburg, Germania WTA 250 235.238 $ – Zgură (roșie) – 28S/16Q/15D                   | Elena-Gabriela Ruse 7–6(8–6), 6–4                             | Andrea Petkovic                           | Dayana Yastremska Jule Niemeier              | Dayana Yastremska Jule Niemeier    | Sara Errani Danielle Collins Tamara Zidanšek Ysaline Bonaventure     |
| 5 iulie   | Hamburg European Open Hamburg, Germania WTA 250 235.238 $ – Zgură (roșie) – 28S/16Q/15D                   | Jasmine Paolini Jil Teichmann 6–0, 6–4                        | Astra Sharma Rosalie van der Hoek         | Dayana Yastremska Jule Niemeier              | Dayana Yastremska Jule Niemeier    | Sara Errani Danielle Collins Tamara Zidanšek Ysaline Bonaventure     |
| 12 iulie  | Hungarian Grand Prix Budapesta, Ungaria WTA 250 235.238 $ – Zgură (roșie) – 32S/24Q/16D                   | Yulia Putintseva 6–4, 6–0                                     | Anhelina Kalinina                         | Dalma Gálfi Danielle Collins                 | Dalma Gálfi Danielle Collins       | Kateryna Kozlova Olga Danilović Panna Udvardy Paula Ormaechea        |
| 12 iulie  | Hungarian Grand Prix Budapesta, Ungaria WTA 250 235.238 $ – Zgură (roșie) – 32S/24Q/16D                   | Mihaela Buzărnescu Fanny Stollár 6–4, 6–4                     | Aliona Bolsova Tamara Korpatsch           | Dalma Gálfi Danielle Collins                 | Dalma Gálfi Danielle Collins       | Kateryna Kozlova Olga Danilović Panna Udvardy Paula Ormaechea        |
| 12 iulie  | Ladies Open Lausanne Lausanne, Elveția WTA 250 235.238 $ – Zgură (roșie) – 32S/8Q/16D                     | Tamara Zidanšek 4–6, 7–6(7–5), 6–1                            | Clara Burel                               | Maryna Zanevska Caroline Garcia              | Maryna Zanevska Caroline Garcia    | Lucia Bronzetti Natalia Vikhlyantseva Zarina Diyas Fiona Ferro       |
| 12 iulie  | Ladies Open Lausanne Lausanne, Elveția WTA 250 235.238 $ – Zgură (roșie) – 32S/8Q/16D                     | Susan Bandecchi Simona Waltert 6–3, 6–7(3–7), [10–5]          | Ulrikke Eikeri Valentini Grammatikopoulou | Maryna Zanevska Caroline Garcia              | Maryna Zanevska Caroline Garcia    | Lucia Bronzetti Natalia Vikhlyantseva Zarina Diyas Fiona Ferro       |
| 12 iulie  | Prague Open Praga, Republica Cehă WTA 250 235.238 $ – Dură – 32S/24Q/16D                                  | Barbora Krejčíková 6–2, 6–0                                   | Tereza Martincová                         | Greet Minnen Wang Xinyu                      | Greet Minnen Wang Xinyu            | Viktória Kužmová Storm Sanders Grace Min Kateřina Siniaková          |
| 12 iulie  | Prague Open Praga, Republica Cehă WTA 250 235.238 $ – Dură – 32S/24Q/16D                                  | Marie Bouzková Lucie Hradecká 7–6(7–3), 6–4                   | Viktória Kužmová Nina Stojanović          | Greet Minnen Wang Xinyu                      | Greet Minnen Wang Xinyu            | Viktória Kužmová Storm Sanders Grace Min Kateřina Siniaková          |
| 19 iulie  | Palermo Open Palermo, Italia WTA 250 235.238 $ – Zgură (roșie) – 32S/16Q/16D                              | Danielle Collins 6–4, 6–2                                     | Elena-Gabriela Ruse                       | Zhang Shuai Océane Dodin                     | Zhang Shuai Océane Dodin           | Astra Sharma Olga Danilović Lucia Bronzetti Jaqueline Cristian       |
| 19 iulie  | Palermo Open Palermo, Italia WTA 250 235.238 $ – Zgură (roșie) – 32S/16Q/16D                              | Erin Routliffe Kimberley Zimmermann 7–6(7–5), 4–6, [10–4]     | Natela Dzalamidze Kamilla Rakhimova       | Zhang Shuai Océane Dodin                     | Zhang Shuai Océane Dodin           | Astra Sharma Olga Danilović Lucia Bronzetti Jaqueline Cristian       |
| 19 iulie  | Poland Open Gdynia, Polonia WTA 250 235.238 $ – Zgură (roșie) – 32S/16Q/16D                               | Maryna Zanevska 6–4, 7–6(7–4)                                 | Kristína Kučová                           | Kateryna Kozlova Tamara Korpatsch            | Kateryna Kozlova Tamara Korpatsch  | Nuria Párrizas Díaz Katarzyna Kawa Ekaterine Gorgodze Anna Bondár    |
| 19 iulie  | Poland Open Gdynia, Polonia WTA 250 235.238 $ – Zgură (roșie) – 32S/16Q/16D                               | Anna Danilina Lidziya Marozava 6–3, 6–2                       | Kateryna Bondarenko Katarzyna Piter       | Kateryna Kozlova Tamara Korpatsch            | Kateryna Kozlova Tamara Korpatsch  | Nuria Párrizas Díaz Katarzyna Kawa Ekaterine Gorgodze Anna Bondár    |
| 26 iulie  | Jocurile Olimpice de vară Tokyo, Japonia Jocurile Olimpice Dură – 64S/32D/16X Simplu – Dublu – Dublu mixt | Aur                                                           | Argint                                    | Bronz                                        | Locul patru                        | Sferturi de finală                                                   |
| 26 iulie  | Jocurile Olimpice de vară Tokyo, Japonia Jocurile Olimpice Dură – 64S/32D/16X Simplu – Dublu – Dublu mixt | Belinda Bencic 7–5, 2–6, 6–3                                  | Markéta Vondroušová                       | Elina Svitolina 1–6, 7–6(7–5), 6–4           | Elena Rîbakina                     | Anastasia Pavlyuchenkova Garbiñe Muguruza Camila Giorgi Paula Badosa |
| 26 iulie  | Jocurile Olimpice de vară Tokyo, Japonia Jocurile Olimpice Dură – 64S/32D/16X Simplu – Dublu – Dublu mixt | Barbora Krejčíková Kateřina Siniaková 7–5, 6–1                | Belinda Bencic Viktorija Golubic          | Laura Pigossi Luisa Stefani 4–6, 6–4, [11–9] | Veronika Kudermetova Elena Vesnina | Anastasia Pavlyuchenkova Garbiñe Muguruza Camila Giorgi Paula Badosa |
| 26 iulie  | Jocurile Olimpice de vară Tokyo, Japonia Jocurile Olimpice Dură – 64S/32D/16X Simplu – Dublu – Dublu mixt | Anastasia Pavlyuchenkova Andrey Rublev 6–3, 6–7(5–7), [13–11] | Elena Vesnina Aslan Karatsev              | Ashleigh Barty John Peers Walkover           | Nina Stojanović Novak Djokovic     | Anastasia Pavlyuchenkova Garbiñe Muguruza Camila Giorgi Paula Badosa |

### August
| Săptămâna              | Turneu                                                                                           | Campioni                                           | Finaliști                         | Semifinaliști                        | Sferturi de finală                                                       |
| ---------------------- | ------------------------------------------------------------------------------------------------ | -------------------------------------------------- | --------------------------------- | ------------------------------------ | ------------------------------------------------------------------------ |
| 2 august               | Silicon Valley Classic San Jose, Statele Unite WTA 500 565.530 $ – Dură – 28S/16Q/16D            | Danielle Collins 6–3, 6–7(10–12), 6–1              | Daria Kasatkina                   | Elise Mertens Ana Konjuh             | Yulia Putintseva Magda Linette Zhang Shuai Elena Rîbakina                |
| 2 august               | Silicon Valley Classic San Jose, Statele Unite WTA 500 565.530 $ – Dură – 28S/16Q/16D            | Darija Jurak Andreja Klepač 6–1, 7–5               | Gabriela Dabrowski Luisa Stefani  | Elise Mertens Ana Konjuh             | Yulia Putintseva Magda Linette Zhang Shuai Elena Rîbakina                |
| 2 august               | Winners Open Cluj-Napoca, România WTA 250 235.238 $ – Zgură (roșie) – 32S/24Q/16D Simplu – Dublu | Andrea Petkovic 6–1, 6–1                           | Mayar Sherif                      | Mihaela Buzărnescu Aleksandra Krunić | Kristína Kučová Kristýna Plíšková Anna Karolína Schmiedlová Seone Mendez |
| 2 august               | Winners Open Cluj-Napoca, România WTA 250 235.238 $ – Zgură (roșie) – 32S/24Q/16D Simplu – Dublu | Natela Dzalamidze Kaja Juvan 6–3, 6–4              | Katarzyna Piter Mayar Sherif      | Mihaela Buzărnescu Aleksandra Krunić | Kristína Kučová Kristýna Plíšková Anna Karolína Schmiedlová Seone Mendez |
| 9 august               | Canadian Open Montreal, Canada WTA 1000 (Non-mandatory) 1.835.490 $ – Dură – 56S/32Q/28D         | Camila Giorgi 6–3, 7–5                             | Karolína Plíšková                 | Arina Sabalenka Jessica Pegula       | Victoria Azarenka Sara Sorribes Tormo Coco Gauff Ons Jabeur              |
| 9 august               | Canadian Open Montreal, Canada WTA 1000 (Non-mandatory) 1.835.490 $ – Dură – 56S/32Q/28D         | Gabriela Dabrowski Luisa Stefani 6–3, 6–4          | Darija Jurak Andreja Klepač       | Arina Sabalenka Jessica Pegula       | Victoria Azarenka Sara Sorribes Tormo Coco Gauff Ons Jabeur              |
| 16 august              | Cincinnati Open Mason, Statele Unite WTA 1000 (Non-mandatory) 2.114.989 $ – Dură – 56S/32Q/28D   | Ashleigh Barty 6–3, 6–1                            | Jil Teichmann                     | Angelique Kerber Karolína Plíšková   | Barbora Krejčíková Petra Kvitová Paula Badosa Belinda Bencic             |
| 16 august              | Cincinnati Open Mason, Statele Unite WTA 1000 (Non-mandatory) 2.114.989 $ – Dură – 56S/32Q/28D   | Samantha Stosur Zhang Shuai 7–5, 6–3               | Gabriela Dabrowski Luisa Stefani  | Angelique Kerber Karolína Plíšková   | Barbora Krejčíková Petra Kvitová Paula Badosa Belinda Bencic             |
| 23 august              | Tennis in the Land Cleveland, Statele Unite WTA 250 235.238 $ – Dură – 32S/16Q/16D               | Anett Kontaveit 7–6(7–5), 6–4                      | Irina-Camelia Begu                | Magda Linette Sara Sorribes Tormo    | Daria Kasatkina Aliaksandra Sasnovich Zhang Shuai Kateřina Siniaková     |
| 23 august              | Tennis in the Land Cleveland, Statele Unite WTA 250 235.238 $ – Dură – 32S/16Q/16D               | Shuko Aoyama Ena Shibahara 7–5, 6–3                | Christina McHale Sania Mirza      | Magda Linette Sara Sorribes Tormo    | Daria Kasatkina Aliaksandra Sasnovich Zhang Shuai Kateřina Siniaková     |
| 23 august              | Chicago Women's Open Chicago, Statele Unite WTA 250 235.238 $ – Dură – 32S/16Q/16D               | Elina Svitolina 7–5, 6–4                           | Alizé Cornet                      | Rebecca Peterson Varvara Gracheva    | Kristina Mladenovic Tereza Martincová Marta Kostyuk Markéta Vondroušová  |
| 23 august              | Chicago Women's Open Chicago, Statele Unite WTA 250 235.238 $ – Dură – 32S/16Q/16D               | Nadiia Kichenok Raluca Olaru 7–6(8–6), 5–7, [10–8] | Lyudmyla Kichenok Makoto Ninomiya | Rebecca Peterson Varvara Gracheva    | Kristina Mladenovic Tereza Martincová Marta Kostyuk Markéta Vondroušová  |
| 30 august 6 septembrie | US Open New York, Statele Unite Grand Slam Dură – 128S/128Q/64D/32X Simplu – Dublu – Mixt        | Emma Răducanu 6–4, 6–3                             | Leylah Fernandez                  | Maria Sakkari Arina Sabalenka        | Belinda Bencic Karolína Plíšková Elina Svitolina Barbora Krejčíková      |
| 30 august 6 septembrie | US Open New York, Statele Unite Grand Slam Dură – 128S/128Q/64D/32X Simplu – Dublu – Mixt        | Samantha Stosur Zhang Shuai 6–3, 3–6, 6–3          | Coco Gauff Caty McNally           | Maria Sakkari Arina Sabalenka        | Belinda Bencic Karolína Plíšková Elina Svitolina Barbora Krejčíková      |
| 30 august 6 septembrie | US Open New York, Statele Unite Grand Slam Dură – 128S/128Q/64D/32X Simplu – Dublu – Mixt        | Desirae Krawczyk Joe Salisbury 7–5, 6–2            | Giuliana Olmos Marcelo Arévalo    | Maria Sakkari Arina Sabalenka        | Belinda Bencic Karolína Plíšková Elina Svitolina Barbora Krejčíková      |

### Septembrie
| Săptămâna     | Turneu                                                                                    | Campioni                                             | Finaliști                                   | Semifinaliști                          | Sferturi de finală                                                       |
| ------------- | ----------------------------------------------------------------------------------------- | ---------------------------------------------------- | ------------------------------------------- | -------------------------------------- | ------------------------------------------------------------------------ |
| 13 septembrie | Luxembourg Open Luxembourg WTA 250 235.238 $ – Dură – 30S/24Q/16D                         | Clara Tauson 6–3, 4–6, 6–4                           | Jeļena Ostapenko                            | Liudmila Samsonova Markéta Vondroušová | Belinda Bencic Alizé Cornet Marie Bouzková Elise Mertens                 |
| 13 septembrie | Luxembourg Open Luxembourg WTA 250 235.238 $ – Dură – 30S/24Q/16D                         | Greet Minnen Alison Van Uytvanck 6–3, 6–3            | Erin Routliffe Kimberley Zimmermann         | Liudmila Samsonova Markéta Vondroušová | Belinda Bencic Alizé Cornet Marie Bouzková Elise Mertens                 |
| 13 septembrie | Slovenia Open Portorož, Slovenia WTA 250 235.238 $ – Dură – 32S/24Q/16D                   | Jasmine Paolini 7–6(7–4), 6–2                        | Alison Riske                                | Kaja Juvan Yulia Putintseva            | Tamara Zidanšek Kristina Mladenovic Sorana Cîrstea Lucia Bronzetti       |
| 13 septembrie | Slovenia Open Portorož, Slovenia WTA 250 235.238 $ – Dură – 32S/24Q/16D                   | Anna Kalinskaya Tereza Mihalíková 4–6, 6–2, [12–10]  | Aleksandra Krunić Lesley Pattinama Kerkhove | Kaja Juvan Yulia Putintseva            | Tamara Zidanšek Kristina Mladenovic Sorana Cîrstea Lucia Bronzetti       |
| 20 septembrie | Ostrava Open Ostrava, Republica Cehă WTA 500 565.530 $ – Dură – 28S/24Q/16D               | Anett Kontaveit 6–2, 7–5                             | Maria Sakkari                               | Iga Świątek Petra Kvitová              | Elena Rîbakina Tereza Martincová Belinda Bencic Jil Teichmann            |
| 20 septembrie | Ostrava Open Ostrava, Republica Cehă WTA 500 565.530 $ – Dură – 28S/24Q/16D               | Sania Mirza Zhang Shuai 6–3, 6–2                     | Kaitlyn Christian Erin Routliffe            | Iga Świątek Petra Kvitová              | Elena Rîbakina Tereza Martincová Belinda Bencic Jil Teichmann            |
| 27 septembrie | Chicago Fall Tennis Classic Chicago, Statele Unite WTA 500 565.530 $ – Dură – 56S/32Q/28D | Garbiñe Muguruza 3–6, 6–3, 6–0                       | Ons Jabeur                                  | Elena Rîbakina Markéta Vondroušová     | Elina Svitolina Belinda Bencic Danielle Collins Mai Hontama              |
| 27 septembrie | Chicago Fall Tennis Classic Chicago, Statele Unite WTA 500 565.530 $ – Dură – 56S/32Q/28D | Květa Peschke Andrea Petkovic 6–3, 6–1               | Caroline Dolehide CoCo Vandeweghe           | Elena Rîbakina Markéta Vondroušová     | Elina Svitolina Belinda Bencic Danielle Collins Mai Hontama              |
| 27 septembrie | Astana Open Nur-Sultan, Kazakhstan WTA 250 235.238 $ – Dură – 32S/24Q/16D                 | Alison Van Uytvanck 1–6, 6–4, 6–3                    | Yulia Putintseva                            | Rebecca Peterson Jaqueline Cristian    | Anastasia Gasanova Anastasia Potapova Aleksandra Krunić Varvara Gracheva |
| 27 septembrie | Astana Open Nur-Sultan, Kazakhstan WTA 250 235.238 $ – Dură – 32S/24Q/16D                 | Anna-Lena Friedsam Monica Niculescu 6–2, 4–6, [10–5] | Angelina Gabueva Anastasia Zakharova        | Rebecca Peterson Jaqueline Cristian    | Anastasia Gasanova Anastasia Potapova Aleksandra Krunić Varvara Gracheva |

### Octombrie
| Săptămâna                | Turneu | Campioni                                             | Finaliști                                   | Semifinaliști                      | Sferturi de finală                                                     |
| ------------------------ | --- | ---------------------------------------------------- | ------------------------------------------- | ---------------------------------- | ---------------------------------------------------------------------- |
| 4 octombrie 11 octombrie | Indian Wells Open Indian Wells, Statele Unite WTA 1000 (Mandatory) 8.761.725 $ – Dură – 96S/48Q/32D Simplu – Dublu | Paula Badosa 7–6(7–5), 2–6, 7–6(7–2)                 | Victoria Azarenka                           | Ons Jabeur Jeļena Ostapenko        | Anett Kontaveit Angelique Kerber Jessica Pegula Shelby Rogers          |
| 4 octombrie 11 octombrie | Indian Wells Open Indian Wells, Statele Unite WTA 1000 (Mandatory) 8.761.725 $ – Dură – 96S/48Q/32D Simplu – Dublu | Hsieh Su-wei Elise Mertens 7–6(7–1), 6–3             | Veronika Kudermetova Elena Rîbakina         | Ons Jabeur Jeļena Ostapenko        | Anett Kontaveit Angelique Kerber Jessica Pegula Shelby Rogers          |
| 18 octombrie             | Cupa Kremlin Moscova, Rusia WTA 500 565.530 $ – Dură – 28S/24Q/16D                                                 | Anett Kontaveit 4–6, 6–4, 7–5                        | Ekaterina Alexandrova                       | Maria Sakkari Markéta Vondroušová  | Aryna Sabalenka Simona Halep Anastasia Pavlyuchenkova Garbiñe Muguruza |
| 18 octombrie             | Cupa Kremlin Moscova, Rusia WTA 500 565.530 $ – Dură – 28S/24Q/16D                                                 | Jeļena Ostapenko Kateřina Siniaková 6–2, 4–6, [10–8] | Nadiia Kichenok Raluca Olaru                | Maria Sakkari Markéta Vondroušová  | Aryna Sabalenka Simona Halep Anastasia Pavlyuchenkova Garbiñe Muguruza |
| 18 octombrie             | Tenerife Ladies Open Tenerife, Spania WTA 250 235.238 $ – Dură – 32S/24Q/16D                                       | Ann Li 6–1, 6–4                                      | Camila Osorio                               | Camila Giorgi Alizé Cornet         | Zheng Saisai Arantxa Rus Irina-Camelia Begu Anna Karolína Schmiedlová  |
| 18 octombrie             | Tenerife Ladies Open Tenerife, Spania WTA 250 235.238 $ – Dură – 32S/24Q/16D                                       | Ulrikke Eikeri Ellen Perez 6–3, 6–3                  | Lyudmyla Kichenok Marta Kostyuk             | Camila Giorgi Alizé Cornet         | Zheng Saisai Arantxa Rus Irina-Camelia Begu Anna Karolína Schmiedlová  |
| 25 octombrie             | Courmayeur Ladies Open Courmayeur, Italia WTA 250 235.238 $ – Dură – 32S/24Q/16D                                   | Donna Vekić 7–6(7–3), 6–2                            | Clara Tauson                                | Jasmine Paolini Liudmila Samsonova | Dayana Yastremska Wang Xinyu Anna Kalinskaya Ann Li                    |
| 25 octombrie             | Courmayeur Ladies Open Courmayeur, Italia WTA 250 235.238 $ – Dură – 32S/24Q/16D                                   | Wang Xinyu Zheng Saisai 6–4, 3–6, [10–5]             | Eri Hozumi Zhang Shuai                      | Jasmine Paolini Liudmila Samsonova | Dayana Yastremska Wang Xinyu Anna Kalinskaya Ann Li                    |
| 25 octombrie             | Transylvania Open Cluj-Napoca, România WTA 250 235.238 $ – Dură – 32S/24Q/16D Simplu – Dublu                       | Anett Kontaveit 6–2, 6–3                             | Simona Halep                                | Marta Kostyuk Rebecca Peterson     | Jaqueline Cristian Emma Răducanu Lesia Tsurenko Anhelina Kalinina      |
| 25 octombrie             | Transylvania Open Cluj-Napoca, România WTA 250 235.238 $ – Dură – 32S/24Q/16D Simplu – Dublu                       | Irina Bara Ekaterine Gorgodze 4–6, 6–1, [11–9]       | Aleksandra Krunić Lesley Pattinama Kerkhove | Marta Kostyuk Rebecca Peterson     | Jaqueline Cristian Emma Răducanu Lesia Tsurenko Anhelina Kalinina      |

### Noiembrie
| Săptămâna   | Turneu | Campioni                                       | Finaliști                  | Semifinaliști                 | Sferturi de finală                                                           |
| ----------- | --- | ---------------------------------------------- | -------------------------- | ----------------------------- | ---------------------------------------------------------------------------- |
| 1 noiembrie | Finala Billie Jean King Cup Praga, Republica Cehă Dură – 12 echipe                                                        | Rusia 2–0                                      | Elveția                    | Statele Unite Australia       |                                                                              |
| 8 noiembrie | Turneul Campioanelor Guadalajara, Mexic Campionatele de sfârșit de an 5.000.000 $ – Dură – 8S (RR)/8D (RR) Simplu – Dublu | Garbiñe Muguruza 6–3, 7–5                      | Anett Kontaveit            | Paula Badosa Maria Sakkari    | Round Robin Barbora Krejčíková Karolína Plíšková Aryna Sabalenka Iga Świątek |
| 8 noiembrie | Turneul Campioanelor Guadalajara, Mexic Campionatele de sfârșit de an 5.000.000 $ – Dură – 8S (RR)/8D (RR) Simplu – Dublu | Barbora Krejčíková Kateřina Siniaková 6–3, 6–4 | Hsieh Su-wei Elise Mertens | Paula Badosa Maria Sakkari    | Round Robin Barbora Krejčíková Karolína Plíšková Aryna Sabalenka Iga Świątek |
| 8 noiembrie | Linz Open Linz, Austria WTA 250 235.238 $ – Dură                                                                          | Alison Riske 2–6, 6–2, 7–5                     | Jaqueline Cristian         | Danielle Collins Simona Halep | Wang Xinyu Alison Van Uytvanck Veronika Kudermetova Jasmine Paolini          |
| 8 noiembrie | Linz Open Linz, Austria WTA 250 235.238 $ – Dură                                                                          | Natela Dzalamidze Kamilla Rakhimova 6–4, 6–2   | Wang Xinyu Zheng Saisai    | Danielle Collins Simona Halep | Wang Xinyu Alison Van Uytvanck Veronika Kudermetova Jasmine Paolini          |

## Informații statistice
Aceste tabele prezintă numărul de titluri de simplu (S), dublu (D) și dublu mixt (X) câștigate de fiecare jucătoare și fiecare țară în timpul sezonului, în cadrul tuturor categoriilor de turnee ale turneului WTA 2021: turneele de Grand Slam, Turneul Campionelor, WTA Elite Trophy, WTA Premier tournaments  (WTA 1000 și WTA 500) și WTA 250. Jucătorele/țările sunt sortate după:
1. Numărul total de titluri (un titlu de dublu câștigat de doi jucători care reprezintă aceeași țară reprezintă o singură victorie pentru țară);
2. Importanța cumulată a acestor titluri (o victorie de Grand Slam egal cu două victorii WTA 1000, o victorie la Finală WTA egală cu o victorie și jumătate WTA 1000, o victorie  WTA 1000 egală cu două victorii de WTA 500, o victorie WTA 500 egală cu două victorii WTA 250);
3. Ierarhie simplu > dublu > dublu mixt;
4. Ordine alfabetică (după numele de familie a jucătoarei).

### Legendă
| Turnee de Grand Slam          |
| Jocuri Olimpice               |
| Campionatele de sfârșit de an |
| WTA 1000 (Mandatory)          |
| WTA 1000 (Non-mandatory)      |
| WTA 500                       |
| WTA 250                       |

### Titluri câștigate per jucător
| Total | Jucătoare                      | Grand Slam | Grand Slam | Grand Slam | Jocuri Olimpice | Jocuri Olimpice | Jocuri Olimpice | Year-end | Year-end | WTA 1000 | WTA 1000 | WTA 1000 | WTA 1000 | WTA 500 | WTA 500 | WTA 250 | WTA 250 | Total | Total | Total |
| Total | Jucătoare                      | S          | D          | X          | S               | D               | X               | S        | D        | S        | D        | S        | D        | S       | D       | S       | D       | S     | D     | X     |
| ----- | ------------------------------ | ---------- | ---------- | ---------- | --------------- | --------------- | --------------- | -------- | -------- | -------- | -------- | -------- | -------- | ------- | ------- | ------- | ------- | ----- | ----- | ----- |
| 9     | Barbora Krejčíková (CZE)       | ●          | ●          | ●          |                 | ●               |                 |          | ●        |          | ●        |          |          |         | ●       | ●       |         | 3     | 5     | 1     |
| 6     | Ashleigh Barty (AUS)           | ●          |            |            |                 |                 |                 |          |          | ●        |          | ●        |          | ●       | ●       |         |         | 5     | 1     | 0     |
| 5     | Elise Mertens (BEL)            |            | ●          |            |                 |                 |                 |          |          |          | ●        |          |          | ●       |         |         | ●       | 1     | 4     | 0     |
| 5     | Kateřina Siniaková (CZE)       |            | ●          |            |                 | ●               |                 |          |          |          | ●        |          |          |         | ●       |         |         | 0     | 5     | 0     |
| 5     | Desirae Krawczyk (USA)         |            |            | ●          |                 |                 |                 |          |          |          |          |          |          |         | ●       |         | ●       | 0     | 2     | 3     |
| 5     | Shuko Aoyama (JPN)             |            |            |            |                 |                 |                 |          |          |          | ●        |          |          |         | ●       |         | ●       | 0     | 5     | 0     |
| 5     | Ena Shibahara (JPN)            |            |            |            |                 |                 |                 |          |          |          | ●        |          |          |         | ●       |         | ●       | 0     | 5     | 0     |
| 4     | Arina Sabalenka (BLR)          |            | ●          |            |                 |                 |                 |          |          | ●        |          |          |          | ●       | ●       |         |         | 2     | 2     | 0     |
| 4     | Anett Kontaveit (EST)          |            |            |            |                 |                 |                 |          |          |          |          |          |          | ●       |         | ●       |         | 4     | 0     | 0     |
| 3     | Zhang Shuai (CHN)              |            | ●          |            |                 |                 |                 |          |          |          |          |          | ●        |         | ●       |         |         | 0     | 3     | 0     |
| 3     | Garbiñe Muguruza (ESP)         |            |            |            |                 |                 |                 | ●        |          |          |          | ●        |          | ●       |         |         |         | 3     | 0     | 0     |
| 3     | Alexa Guarachi (CHI)           |            |            |            |                 |                 |                 |          |          |          |          |          | ●        |         | ●       |         | ●       | 0     | 3     | 0     |
| 3     | Darija Jurak (CRO)             |            |            |            |                 |                 |                 |          |          |          |          |          | ●        |         | ●       |         | ●       | 0     | 3     | 0     |
| 2     | Hsieh Su-wei (TPE)             |            | ●          |            |                 |                 |                 |          |          |          | ●        |          |          |         |         |         |         | 0     | 2     | 0     |
| 2     | Samantha Stosur (AUS)          |            | ●          |            |                 |                 |                 |          |          |          |          |          | ●        |         |         |         |         | 0     | 2     | 0     |
| 2     | Paula Badosa (ESP)             |            |            |            |                 |                 |                 |          |          | ●        |          |          |          |         |         | ●       |         | 2     | 0     | 0     |
| 2     | Iga Świątek (POL)              |            |            |            |                 |                 |                 |          |          |          |          | ●        |          | ●       |         |         |         | 2     | 0     | 0     |
| 2     | Jeļena Ostapenko (LAT)         |            |            |            |                 |                 |                 |          |          |          |          |          |          | ●       | ●       |         |         | 1     | 1     | 0     |
| 2     | Danielle Collins (USA)         |            |            |            |                 |                 |                 |          |          |          |          |          |          | ●       |         | ●       |         | 2     | 0     | 0     |
| 2     | Daria Kasatkina (RUS)          |            |            |            |                 |                 |                 |          |          |          |          |          |          | ●       |         | ●       |         | 2     | 0     | 0     |
| 2     | Veronika Kudermetova (RUS)     |            |            |            |                 |                 |                 |          |          |          |          |          |          | ●       |         |         | ●       | 1     | 1     | 0     |
| 2     | Nicole Melichar (USA)          |            |            |            |                 |                 |                 |          |          |          |          |          |          |         | ●       |         |         | 0     | 2     | 0     |
| 2     | Demi Schuurs (NED)             |            |            |            |                 |                 |                 |          |          |          |          |          |          |         | ●       |         |         | 0     | 2     | 0     |
| 2     | Andrea Petkovic (GER)          |            |            |            |                 |                 |                 |          |          |          |          |          |          |         | ●       | ●       |         | 1     | 1     | 0     |
| 2     | Nadiia Kichenok (UKR)          |            |            |            |                 |                 |                 |          |          |          |          |          |          |         | ●       |         | ●       | 0     | 2     | 0     |
| 2     | Andreja Klepač (SLO)           |            |            |            |                 |                 |                 |          |          |          |          |          |          |         | ●       |         | ●       | 0     | 2     | 0     |
| 2     | Raluca Olaru (ROU)             |            |            |            |                 |                 |                 |          |          |          |          |          |          |         | ●       |         | ●       | 0     | 2     | 0     |
| 2     | Clara Tauson (DEN)             |            |            |            |                 |                 |                 |          |          |          |          |          |          |         |         | ●       |         | 2     | 0     | 0     |
| 2     | Coco Gauff (USA)               |            |            |            |                 |                 |                 |          |          |          |          |          |          |         |         | ●       | ●       | 1     | 1     | 0     |
| 2     | Jasmine Paolini (ITA)          |            |            |            |                 |                 |                 |          |          |          |          |          |          |         |         | ●       | ●       | 1     | 1     | 0     |
| 2     | Astra Sharma (AUS)             |            |            |            |                 |                 |                 |          |          |          |          |          |          |         |         | ●       | ●       | 1     | 1     | 0     |
| 2     | Alison Van Uytvanck (BEL)      |            |            |            |                 |                 |                 |          |          |          |          |          |          |         |         | ●       | ●       | 1     | 1     | 0     |
| 2     | Marie Bouzková (CZE)           |            |            |            |                 |                 |                 |          |          |          |          |          |          |         |         |         | ●       | 0     | 2     | 0     |
| 2     | Natela Dzalamidze (RUS)        |            |            |            |                 |                 |                 |          |          |          |          |          |          |         |         |         | ●       | 0     | 2     | 0     |
| 2     | Lucie Hradecká (CZE)           |            |            |            |                 |                 |                 |          |          |          |          |          |          |         |         |         | ●       | 0     | 2     | 0     |
| 2     | Caty McNally (USA)             |            |            |            |                 |                 |                 |          |          |          |          |          |          |         |         |         | ●       | 0     | 2     | 0     |
| 2     | Ellen Perez (AUS)              |            |            |            |                 |                 |                 |          |          |          |          |          |          |         |         |         | ●       | 0     | 2     | 0     |
| 2     | Kamilla Rakhimova (RUS)        |            |            |            |                 |                 |                 |          |          |          |          |          |          |         |         |         | ●       | 0     | 2     | 0     |
| 1     | Naomi Osaka (JPN)              | ●          |            |            |                 |                 |                 |          |          |          |          |          |          |         |         |         |         | 1     | 0     | 0     |
| 1     | Emma Raducanu (GBR)            | ●          |            |            |                 |                 |                 |          |          |          |          |          |          |         |         |         |         | 1     | 0     | 0     |
| 1     | Belinda Bencic (SUI)           |            |            |            | ●               |                 |                 |          |          |          |          |          |          |         |         |         |         | 1     | 0     | 0     |
| 1     | Anastasia Pavlyuchenkova (RUS) |            |            |            |                 |                 | ●               |          |          |          |          |          |          |         |         |         |         | 0     | 0     | 1     |
| 1     | Camila Giorgi (ITA)            |            |            |            |                 |                 |                 |          |          |          |          | ●        |          |         |         |         |         | 1     | 0     | 0     |
| 1     | Gabriela Dabrowski (CAN)       |            |            |            |                 |                 |                 |          |          |          |          |          | ●        |         |         |         |         | 0     | 1     | 0     |
| 1     | Sharon Fichman (CAN)           |            |            |            |                 |                 |                 |          |          |          |          |          | ●        |         |         |         |         | 0     | 1     | 0     |
| 1     | Giuliana Olmos (MEX)           |            |            |            |                 |                 |                 |          |          |          |          |          | ●        |         |         |         |         | 0     | 1     | 0     |
| 1     | Luisa Stefani (BRA)            |            |            |            |                 |                 |                 |          |          |          |          |          | ●        |         |         |         |         | 0     | 1     | 0     |
| 1     | Petra Kvitová (CZE)            |            |            |            |                 |                 |                 |          |          |          |          |          |          | ●       |         |         |         | 1     | 0     | 0     |
| 1     | Liudmila Samsonova (RUS)       |            |            |            |                 |                 |                 |          |          |          |          |          |          | ●       |         |         |         | 1     | 0     | 0     |
| 1     | Victoria Azarenka (BLR)        |            |            |            |                 |                 |                 |          |          |          |          |          |          |         | ●       |         |         | 0     | 1     | 0     |
| 1     | Jennifer Brady (USA)           |            |            |            |                 |                 |                 |          |          |          |          |          |          |         | ●       |         |         | 0     | 1     | 0     |
| 1     | Sania Mirza (IND)              |            |            |            |                 |                 |                 |          |          |          |          |          |          |         | ●       |         |         | 0     | 1     | 0     |
| 1     | Květa Peschke (CZE)            |            |            |            |                 |                 |                 |          |          |          |          |          |          |         | ●       |         |         | 0     | 1     | 0     |
| 1     | Sorana Cîrstea (ROU)           |            |            |            |                 |                 |                 |          |          |          |          |          |          |         |         | ●       |         | 1     | 0     | 0     |
| 1     | Leylah Fernandez (CAN)         |            |            |            |                 |                 |                 |          |          |          |          |          |          |         |         | ●       |         | 1     | 0     | 0     |
| 1     | Ons Jabeur (TUN)               |            |            |            |                 |                 |                 |          |          |          |          |          |          |         |         | ●       |         | 1     | 0     | 0     |
| 1     | Angelique Kerber (GER)         |            |            |            |                 |                 |                 |          |          |          |          |          |          |         |         | ●       |         | 1     | 0     | 0     |
| 1     | Johanna Konta (GBR)            |            |            |            |                 |                 |                 |          |          |          |          |          |          |         |         | ●       |         | 1     | 0     | 0     |
| 1     | Ann Li (USA)                   |            |            |            |                 |                 |                 |          |          |          |          |          |          |         |         | ●       |         | 1     | 0     | 0     |
| 1     | Camila Osorio (COL)            |            |            |            |                 |                 |                 |          |          |          |          |          |          |         |         | ●       |         | 1     | 0     | 0     |
| 1     | Yulia Putintseva (KAZ)         |            |            |            |                 |                 |                 |          |          |          |          |          |          |         |         | ●       |         | 1     | 0     | 0     |
| 1     | Alison Riske (USA)             |            |            |            |                 |                 |                 |          |          |          |          |          |          |         |         | ●       |         | 1     | 0     | 0     |
| 1     | Elena-Gabriela Ruse (ROU)      |            |            |            |                 |                 |                 |          |          |          |          |          |          |         |         | ●       |         | 1     | 0     | 0     |
| 1     | Sara Sorribes Tormo (ESP)      |            |            |            |                 |                 |                 |          |          |          |          |          |          |         |         | ●       |         | 1     | 0     | 0     |
| 1     | Elina Svitolina (UKR)          |            |            |            |                 |                 |                 |          |          |          |          |          |          |         |         | ●       |         | 1     | 0     | 0     |
| 1     | Donna Vekić (CRO)              |            |            |            |                 |                 |                 |          |          |          |          |          |          |         |         | ●       |         | 1     | 0     | 0     |
| 1     | Maryna Zanevska (BEL)          |            |            |            |                 |                 |                 |          |          |          |          |          |          |         |         | ●       |         | 1     | 0     | 0     |
| 1     | Tamara Zidanšek (SLO)          |            |            |            |                 |                 |                 |          |          |          |          |          |          |         |         | ●       |         | 1     | 0     | 0     |
| 1     | Susan Bandecchi (SUI)          |            |            |            |                 |                 |                 |          |          |          |          |          |          |         |         |         | ●       | 0     | 1     | 0     |
| 1     | Hailey Baptiste (USA)          |            |            |            |                 |                 |                 |          |          |          |          |          |          |         |         |         | ●       | 0     | 1     | 0     |
| 1     | Irina Bara (ROU)               |            |            |            |                 |                 |                 |          |          |          |          |          |          |         |         |         | ●       | 0     | 1     | 0     |
| 1     | Mihaela Buzărnescu (ROU)       |            |            |            |                 |                 |                 |          |          |          |          |          |          |         |         |         | ●       | 0     | 1     | 0     |
| 1     | Anna Danilina (KAZ)            |            |            |            |                 |                 |                 |          |          |          |          |          |          |         |         |         | ●       | 0     | 1     | 0     |
| 1     | Caroline Dolehide (USA)        |            |            |            |                 |                 |                 |          |          |          |          |          |          |         |         |         | ●       | 0     | 1     | 0     |
| 1     | Ulrikke Eikeri (NOR)           |            |            |            |                 |                 |                 |          |          |          |          |          |          |         |         |         | ●       | 0     | 1     | 0     |
| 1     | Anna-Lena Friedsam (GER)       |            |            |            |                 |                 |                 |          |          |          |          |          |          |         |         |         | ●       | 0     | 1     | 0     |
| 1     | Ekaterine Gorgodze (GEO)       |            |            |            |                 |                 |                 |          |          |          |          |          |          |         |         |         | ●       | 0     | 1     | 0     |
| 1     | Kaja Juvan (SLO)               |            |            |            |                 |                 |                 |          |          |          |          |          |          |         |         |         | ●       | 0     | 1     | 0     |
| 1     | Anna Kalinskaya (RUS)          |            |            |            |                 |                 |                 |          |          |          |          |          |          |         |         |         | ●       | 0     | 1     | 0     |
| 1     | Lyudmyla Kichenok (UKR)        |            |            |            |                 |                 |                 |          |          |          |          |          |          |         |         |         | ●       | 0     | 1     | 0     |
| 1     | Aleksandra Krunić (SRB)        |            |            |            |                 |                 |                 |          |          |          |          |          |          |         |         |         | ●       | 0     | 1     | 0     |
| 1     | Viktória Kužmová (SVK)         |            |            |            |                 |                 |                 |          |          |          |          |          |          |         |         |         | ●       | 0     | 1     | 0     |
| 1     | Elixane Lechemia (FRA)         |            |            |            |                 |                 |                 |          |          |          |          |          |          |         |         |         | ●       | 0     | 1     | 0     |
| 1     | Lidziya Marozava (BLR)         |            |            |            |                 |                 |                 |          |          |          |          |          |          |         |         |         | ●       | 0     | 1     | 0     |
| 1     | Tereza Mihalíková (SVK)        |            |            |            |                 |                 |                 |          |          |          |          |          |          |         |         |         | ●       | 0     | 1     | 0     |
| 1     | Greet Minnen (BEL)             |            |            |            |                 |                 |                 |          |          |          |          |          |          |         |         |         | ●       | 0     | 1     | 0     |
| 1     | Asia Muhammad (USA)            |            |            |            |                 |                 |                 |          |          |          |          |          |          |         |         |         | ●       | 0     | 1     | 0     |
| 1     | Ingrid Neel (USA)              |            |            |            |                 |                 |                 |          |          |          |          |          |          |         |         |         | ●       | 0     | 1     | 0     |
| 1     | Monica Niculescu (ROU)         |            |            |            |                 |                 |                 |          |          |          |          |          |          |         |         |         | ●       | 0     | 1     | 0     |
| 1     | Makoto Ninomiya (JPN)          |            |            |            |                 |                 |                 |          |          |          |          |          |          |         |         |         | ●       | 0     | 1     | 0     |
| 1     | Ankita Raina (IND)             |            |            |            |                 |                 |                 |          |          |          |          |          |          |         |         |         | ●       | 0     | 1     | 0     |
| 1     | Erin Routliffe (NZL)           |            |            |            |                 |                 |                 |          |          |          |          |          |          |         |         |         | ●       | 0     | 1     | 0     |
| 1     | Arantxa Rus (NED)              |            |            |            |                 |                 |                 |          |          |          |          |          |          |         |         |         | ●       | 0     | 1     | 0     |
| 1     | Nina Stojanović (SRB)          |            |            |            |                 |                 |                 |          |          |          |          |          |          |         |         |         | ●       | 0     | 1     | 0     |
| 1     | Fanny Stollár (HUN)            |            |            |            |                 |                 |                 |          |          |          |          |          |          |         |         |         | ●       | 0     | 1     | 0     |
| 1     | Jil Teichmann (SUI)            |            |            |            |                 |                 |                 |          |          |          |          |          |          |         |         |         | ●       | 0     | 1     | 0     |
| 1     | Simona Waltert (SUI)           |            |            |            |                 |                 |                 |          |          |          |          |          |          |         |         |         | ●       | 0     | 1     | 0     |
| 1     | Wang Xinyu (CHN)               |            |            |            |                 |                 |                 |          |          |          |          |          |          |         |         |         | ●       | 0     | 1     | 0     |
| 1     | Zheng Saisai (CHN)             |            |            |            |                 |                 |                 |          |          |          |          |          |          |         |         |         | ●       | 0     | 1     | 0     |
| 1     | Kimberley Zimmermann (BEL)     |            |            |            |                 |                 |                 |          |          |          |          |          |          |         |         |         | ●       | 0     | 1     | 0     |

### Titluri câștigate per țară
| Total | Țară                  | Grand Slam | Grand Slam | Grand Slam | Jocuri Olimpice | Jocuri Olimpice | Jocuri Olimpice | Sfârșit de an | Sfârșit de an | WTA 1000 | WTA 1000 | WTA 1000 | WTA 1000 | WTA 500 | WTA 500 | WTA 250 | WTA 250 | Total | Total | Total |
| Total | Țară                  | S          | D          | X          | S               | D               | X               | S             | D             | S        | D        | S        | D        | S       | D       | S       | D       | S     | D     | X     |
| ----- | --------------------- | ---------- | ---------- | ---------- | --------------- | --------------- | --------------- | ------------- | ------------- | -------- | -------- | -------- | -------- | ------- | ------- | ------- | ------- | ----- | ----- | ----- |
| 17    | Statele Unite (USA)   |            |            | 3          |                 |                 |                 |               |               |          |          |          |          | 1       | 4       | 4       | 5       | 5     | 9     | 3     |
| 14    | Cehia (CZE)           | 1          | 1          | 1          |                 | 1               |                 |               | 1             |          | 1        |          |          | 1       | 3       | 2       | 2       | 4     | 9     | 1     |
| 11    | Australia (AUS)       | 1          | 1          |            |                 |                 |                 |               |               | 1        |          | 1        | 1        | 2       | 1       | 1       | 2       | 6     | 5     | 0     |
| 10    | Rusia (RUS)           |            |            |            |                 |                 | 1               |               |               |          |          |          |          | 3       |         | 1       | 5       | 4     | 5     | 1     |
| 9     | Belgia (BEL)          |            | 2          |            |                 |                 |                 |               |               |          | 1        |          |          | 1       |         | 2       | 3       | 3     | 6     | 0     |
| 7     | Japonia (JPN)         | 1          |            |            |                 |                 |                 |               |               |          | 1        |          |          |         | 3       |         | 2       | 1     | 6     | 0     |
| 7     | România (ROU)         |            |            |            |                 |                 |                 |               |               |          |          |          |          |         | 1       | 2       | 4       | 2     | 5     | 0     |
| 6     | Spania (ESP)          |            |            |            |                 |                 |                 | 1             |               | 1        |          | 1        |          | 1       |         | 2       |         | 6     | 0     | 0     |
| 5     | Belarus (BLR)         |            | 1          |            |                 |                 |                 |               |               | 1        |          |          |          | 1       | 1       |         | 1       | 2     | 3     | 0     |
| 4     | China (CHN)           |            | 1          |            |                 |                 |                 |               |               |          |          |          | 1        |         | 1       |         | 1       | 0     | 4     | 0     |
| 4     | Croația (CRO)         |            |            |            |                 |                 |                 |               |               |          |          |          | 1        |         | 1       | 1       | 1       | 1     | 3     | 0     |
| 4     | Estonia (EST)         |            |            |            |                 |                 |                 |               |               |          |          |          |          | 2       |         | 2       |         | 4     | 0     | 0     |
| 4     | Germania (GER)        |            |            |            |                 |                 |                 |               |               |          |          |          |          |         | 1       | 2       | 1       | 2     | 2     | 0     |
| 4     | Slovenia (SLO)        |            |            |            |                 |                 |                 |               |               |          |          |          |          |         | 1       | 1       | 2       | 1     | 3     | 0     |
| 4     | Ucraina (UKR)         |            |            |            |                 |                 |                 |               |               |          |          |          |          |         | 1       | 1       | 2       | 1     | 3     | 0     |
| 3     | Elveția (SUI)         |            |            |            | 1               |                 |                 |               |               |          |          |          |          |         |         |         | 2       | 1     | 2     | 0     |
| 3     | Italia (ITA)          |            |            |            |                 |                 |                 |               |               |          |          | 1        |          |         |         | 1       | 1       | 2     | 1     | 0     |
| 3     | Canada (CAN)          |            |            |            |                 |                 |                 |               |               |          |          |          | 2        |         |         | 1       |         | 1     | 2     | 0     |
| 3     | Chile (CHI)           |            |            |            |                 |                 |                 |               |               |          |          |          | 1        |         | 1       |         | 1       | 0     | 3     | 0     |
| 3     | Țările de Jos (NED)   |            |            |            |                 |                 |                 |               |               |          |          |          |          |         | 2       |         | 1       | 0     | 3     | 0     |
| 2     | Marea Britanie (GBR)  | 1          |            |            |                 |                 |                 |               |               |          |          |          |          |         |         | 1       |         | 2     | 0     | 0     |
| 2     | Taipeiul Chinez (TPE) |            | 1          |            |                 |                 |                 |               |               |          | 1        |          |          |         |         |         |         | 0     | 2     | 0     |
| 2     | Polonia (POL)         |            |            |            |                 |                 |                 |               |               |          |          | 1        |          | 1       |         |         |         | 2     | 0     | 0     |
| 2     | Letonia (LAT)         |            |            |            |                 |                 |                 |               |               |          |          |          |          | 1       | 1       |         |         | 1     | 1     | 0     |
| 2     | India (IND)           |            |            |            |                 |                 |                 |               |               |          |          |          |          |         | 1       |         | 1       | 0     | 2     | 0     |
| 2     | Danemarca (DEN)       |            |            |            |                 |                 |                 |               |               |          |          |          |          |         |         | 2       |         | 2     | 0     | 0     |
| 2     | Kazahstan (KAZ)       |            |            |            |                 |                 |                 |               |               |          |          |          |          |         |         | 1       | 1       | 1     | 1     | 0     |
| 2     | Slovacia (SVK)        |            |            |            |                 |                 |                 |               |               |          |          |          |          |         |         |         | 2       | 0     | 2     | 0     |
| 1     | Brazilia (BRA)        |            |            |            |                 |                 |                 |               |               |          |          |          | 1        |         |         |         |         | 0     | 1     | 0     |
| 1     | Mexic (MEX)           |            |            |            |                 |                 |                 |               |               |          |          |          | 1        |         |         |         |         | 0     | 1     | 0     |
| 1     | Columbia (COL)        |            |            |            |                 |                 |                 |               |               |          |          |          |          |         |         | 1       |         | 1     | 0     | 0     |
| 1     | Tunisia (TUN)         |            |            |            |                 |                 |                 |               |               |          |          |          |          |         |         | 1       |         | 1     | 0     | 0     |
| 1     | Franța (FRA)          |            |            |            |                 |                 |                 |               |               |          |          |          |          |         |         |         | 1       | 0     | 1     | 0     |
| 1     | Georgia (GEO)         |            |            |            |                 |                 |                 |               |               |          |          |          |          |         |         |         | 1       | 0     | 1     | 0     |
| 1     | Ungaria (HUN)         |            |            |            |                 |                 |                 |               |               |          |          |          |          |         |         |         | 1       | 0     | 1     | 0     |
| 1     | Noua Zeelandă (NZL)   |            |            |            |                 |                 |                 |               |               |          |          |          |          |         |         |         | 1       | 0     | 1     | 0     |
| 1     | Norvegia (NOR)        |            |            |            |                 |                 |                 |               |               |          |          |          |          |         |         |         | 1       | 0     | 1     | 0     |
| 1     | Serbia (SRB)          |            |            |            |                 |                 |                 |               |               |          |          |          |          |         |         |         | 1       | 0     | 1     | 0     |

## Clasament WTA
Mai jos sunt clasamentele anuale WTA ale primelor 20 de jucătoare de simplu și de dublu.
| Cls '20 = Poziția în clasament la sfârșitul anului 2020 |

| 1  | Ashleigh Barty (AUS)          | 7.582 | 16 | 1   | 1  | 1   | ▬     |
| 2  | Arina Sabalenka (BLR)         | 6.380 | 20 | 10  | 2  | 10  | ▲ 8   |
| 3  | Garbiñe Muguruza (ESP)        | 5.685 | 21 | 15  | 3  | 16  | ▲ 12  |
| 4  | Karolína Plíšková (CZE)       | 5.135 | 19 | 6   | 3  | 13  | ▲ 2   |
| 5  | Barbora Krejčíková (CZE)      | 5.008 | 29 | 65  | 3  | 66  | ▲ 60  |
| 6  | Maria Sakkari (GRE)           | 4.385 | 21 | 22  | 6  | 25  | ▲ 16  |
| 7  | Anett Kontaveit (EST)         | 4.351 | 23 | 23  | 7  | 31  | ▲ 16  |
| 8  | Paula Badosa (ESP)            | 3.849 | 32 | 70  | 8  | 73  | ▲ 62  |
| 9  | Iga Świątek (POL)             | 3.786 | 16 | 17  | 4  | 17  | ▲ 8   |
| 10 | Ons Jabeur (TUN)              | 3.455 | 21 | 31  | 7  | 31  | ▲ 21  |
| 11 | Anastasia Pavliucenkova (RUS) | 3.076 | 20 | 38  | 11 | 46  | ▲ 27  |
| 12 | Sofia Kenin (USA)             | 2.971 | 16 | 4   | 4  | 15  | ▼ 8   |
| 13 | Naomi Osaka (JPN)             | 2.956 | 11 | 3   | 2  | 13  | ▼ 10  |
| 14 | Elena Rîbakina (KAZ)          | 2.855 | 29 | 19  | 14 | 23  | ▲ 5   |
| 15 | Elina Svitolina (UKR)         | 2.726 | 23 | 5   | 4  | 15  | ▼ 10  |
| 16 | Angelique Kerber (GER)        | 2.671 | 18 | 25  | 9  | 28  | ▲ 9   |
| 17 | Petra Kvitová (CZE)           | 2.660 | 20 | 8   | 8  | 19  | ▼ 9   |
| 18 | Jessica Pegula (USA)          | 2.650 | 22 | 63  | 18 | 64  | ▲ 45  |
| 19 | Emma Răducanu (GBR)           | 2.627 | 18 | 345 | 19 | 366 | ▲ 326 |
| 20 | Simona Halep (ROU)            | 2.576 | 17 | 2   | 2  | 22  | ▼ 18  |

| 1  | Kateřina Siniaková (CZE)       | 8.365 | 15 | 8  | 1  | 8   | ▲ 7  |
| 2  | Barbora Krejčíková (CZE)       | 8.200 | 15 | 7  | 1  | 7   | ▲ 5  |
| 3  | Hsieh Su-wei (TPE)             | 7.985 | 17 | 1  | 1  | 5   | ▼ 2  |
| 4  | Elise Mertens (BEL)            | 7.495 | 18 | 6  | 1  | 8   | ▲ 2  |
| 5  | Shuko Aoyama (JPN)             | 5.735 | 24 | 22 | 5  | 22  | ▲ 17 |
| 5  | Ena Shibahara (JPN)            | 5.735 | 32 | 23 | 5  | 23  | ▲ 18 |
| 7  | Gabriela Dabrowski (CAN)       | 5.355 | 18 | 10 | 5  | 15  | ▲ 3  |
| 8  | Zhang Shuai (CHN)              | 4.990 | 31 | 27 | 8  | 50  | ▲ 19 |
| 9  | Darija Jurak (CRO)             | 4.855 | 25 | 48 | 9  | 49  | ▲ 39 |
| 10 | Luisa Stefani (BRA)            | 4.525 | 33 | 33 | 9  | 33  | ▲ 23 |
| 11 | Demi Schuurs (NED)             | 4.855 | 32 | 12 | 9  | 17  | ▲ 1  |
| 12 | Nicole Melichar-Martinez (USA) | 4.230 | 23 | 11 | 9  | 19  | ▼ 1  |
| 13 | Alexa Guarachi (CHL)           | 4.090 | 31 | 26 | 11 | 26  | ▲ 13 |
| 14 | Veronika Kudermetova (RUS)     | 4.090 | 20 | 24 | 11 | 29  | ▲ 10 |
| 15 | Bethanie Mattek-Sands (USA)    | 3.570 | 19 | 20 | 13 | 23  | ▲ 5  |
| 16 | Samantha Stosur (AUS)          | 3.541 | 13 | 31 | 16 | 101 | ▲ 15 |
| 17 | Desirae Krawczyk (USA)         | 3.535 | 30 | 25 | 17 | 26  | ▲ 8  |
| 18 | Giuliana Olmos (MEX)           | 3.400 | 27 | 61 | 18 | 61  | ▲ 43 |
| 19 | Andreja Klepač (SLO)           | 3.390 | 28 | 38 | 19 | 42  | ▲ 19 |
| 20 | Catherine McNally (USA)        | 3.385 | 31 | 42 | 16 | 48  | ▲ 22 |

## Distribuția punctelor
| Categorie               | C     | F     | SF   | QF                                                         | R16                                                        | R32                                                        | R64                                                        | R128                                                       | Q                                                          | Q3                                                         | Q2                                                         | Q1                                                         |
| Grand Slam (S)          | 2000  | 1300  | 780  | 430                                                        | 240                                                        | 130                                                        | 70                                                         | 10                                                         | 40                                                         | 30                                                         | 20                                                         | 2                                                          |
| Grand Slam (D)          | 2000  | 1300  | 780  | 430                                                        | 240                                                        | 130                                                        | 10                                                         | –                                                          | 40                                                         | –                                                          | –                                                          | –                                                          |
| WTA Finals (S)          | 1500* | 1080* | 750* | (+125 per meci Round Robin; +125 per victorie Round Robin) | (+125 per meci Round Robin; +125 per victorie Round Robin) | (+125 per meci Round Robin; +125 per victorie Round Robin) | (+125 per meci Round Robin; +125 per victorie Round Robin) | (+125 per meci Round Robin; +125 per victorie Round Robin) | (+125 per meci Round Robin; +125 per victorie Round Robin) | (+125 per meci Round Robin; +125 per victorie Round Robin) | (+125 per meci Round Robin; +125 per victorie Round Robin) | (+125 per meci Round Robin; +125 per victorie Round Robin) |
| WTA Finals (D)          | 1500  | 1080  | 750  | 375                                                        | –                                                          | –                                                          | –                                                          | –                                                          | –                                                          | –                                                          | –                                                          | –                                                          |
| WTA 1000 (96S)          | 1000  | 650   | 390  | 215                                                        | 120                                                        | 65                                                         | 35                                                         | 10                                                         | 30                                                         | –                                                          | 20                                                         | 2                                                          |
| WTA 1000 (64/60S)       | 1000  | 650   | 390  | 215                                                        | 120                                                        | 65                                                         | 10                                                         | –                                                          | 30                                                         | –                                                          | 20                                                         | 2                                                          |
| WTA 1000 (28/32D)       | 1000  | 650   | 390  | 215                                                        | 120                                                        | 10                                                         | –                                                          | –                                                          | –                                                          | –                                                          | –                                                          | –                                                          |
| WTA 1000 (56S, 48Q/32Q) | 900   | 585   | 350  | 190                                                        | 105                                                        | 60                                                         | 1                                                          | –                                                          | 30                                                         | -                                                          | 20                                                         | 1                                                          |
| WTA 1000 (28D)          | 900   | 585   | 350  | 190                                                        | 105                                                        | 1                                                          | –                                                          | –                                                          | –                                                          | –                                                          | –                                                          | –                                                          |
| WTA 500 (64/56S)        | 470   | 305   | 185  | 100                                                        | 55                                                         | 30                                                         | 1                                                          | –                                                          | 25                                                         | –                                                          | 13                                                         | 1                                                          |
| WTA 500 (32/30/28S)     | 470   | 305   | 185  | 100                                                        | 55                                                         | 1                                                          | –                                                          | –                                                          | 25                                                         | 18                                                         | 13                                                         | 1                                                          |
| WTA 500 (28D)           | 470   | 305   | 185  | 100                                                        | 55                                                         | 1                                                          | –                                                          | –                                                          | –                                                          | –                                                          | –                                                          | –                                                          |
| WTA 500 (16D)           | 470   | 305   | 185  | 100                                                        | 1                                                          | –                                                          | –                                                          | –                                                          | –                                                          | –                                                          | –                                                          | –                                                          |
| WTA Elite Trophy (S)    | 700*  | 440*  | 240* | (+40 per meci Round Robin; +80 per victorie Round Robin)   | (+40 per meci Round Robin; +80 per victorie Round Robin)   | (+40 per meci Round Robin; +80 per victorie Round Robin)   | (+40 per meci Round Robin; +80 per victorie Round Robin)   | (+40 per meci Round Robin; +80 per victorie Round Robin)   | (+40 per meci Round Robin; +80 per victorie Round Robin)   | (+40 per meci Round Robin; +80 per victorie Round Robin)   | (+40 per meci Round Robin; +80 per victorie Round Robin)   | (+40 per meci Round Robin; +80 per victorie Round Robin)   |
| WTA 250 (32S, 32Q)      | 280   | 180   | 110  | 60                                                         | 30                                                         | 1                                                          | –                                                          | –                                                          | 18                                                         | 14                                                         | 10                                                         | 1                                                          |
| WTA 250 (32S, 24/16Q)   | 280   | 180   | 110  | 60                                                         | 30                                                         | 1                                                          | –                                                          | –                                                          | 18                                                         | –                                                          | 12                                                         | 1                                                          |
| WTA 250 (28D)           | 280   | 180   | 110  | 60                                                         | 30                                                         | 1                                                          | -                                                          | –                                                          | –                                                          | –                                                          | –                                                          | –                                                          |
| WTA 250 (16D)           | 280   | 180   | 110  | 60                                                         | 1                                                          | –                                                          | –                                                          | –                                                          | –                                                          | –                                                          | –                                                          | –                                                          |

S = simplu, D = dublu, Q = calificare.

* Presupune recordul neînvins al meciului Round Robin.

## Cele mai mari premii în bani în 2021
| Premii în US$ la data de 15 noiembrie 2021 | Premii în US$ la data de 15 noiembrie 2021 | Premii în US$ la data de 15 noiembrie 2021 | Premii în US$ la data de 15 noiembrie 2021 | Premii în US$ la data de 15 noiembrie 2021 | Premii în US$ la data de 15 noiembrie 2021 |
| #                                          | Jucătoare                                  | Simplu                                     | Dublu                                      | Dublu mixt                                 | De la începutul anului                     |
| ------------------------------------------ | ------------------------------------------ | ------------------------------------------ | ------------------------------------------ | ------------------------------------------ | ------------------------------------------ |
| 1                                          | Ashleigh Barty (AUS)                       | 3.914.987 $                                | 30.195 $                                   | 0                                          | 3.945.182 $                                |
| 2                                          | Barbora Krejčíková (CZE)                   | 2.969,248 $                                | 616.781 $                                  | 60.854 $                                   | 3.646.883 $                                |
| 3                                          | Arina Sabalenka (BLR)                      | 2.664.681 $                                | 235.522 $                                  | 0                                          | 2.909.281 $                                |
| 4                                          | Karolína Plíšková (CZE)                    | 2.829.000 $                                | 39.865 $                                   | 0                                          | 2.868.865 $                                |
| 5                                          | Garbiñe Muguruza (ESP)                     | 2.827.274 $                                | 3.905 $                                    | 0                                          | 2.846.871 $                                |
| 6                                          | Emma Răducanu (GBR)                        | 2.807.446 $                                | 0                                          | 0                                          | 2.807.446 $                                |
| 7                                          | Paula Badosa (ESP)                         | 2.602.330 $                                | 52.132 $                                   | 0                                          | 2.655.962 $                                |
| 8                                          | Naomi Osaka (JPN)                          | 2.306.222 $                                | 0                                          | 0                                          | 2.306.222 $                                |
| 9                                          | Elise Mertens (BEL)                        | 1.162.626 $                                | 933.007 $                                  | 0                                          | 2.098.133 $                                |
| 10                                         | Maria Sakkari (GRE)                        | 2.021.970 $                                | 8.020 $                                    | 0                                          | 2.029.990 $                                |